# Gobierno de coalición

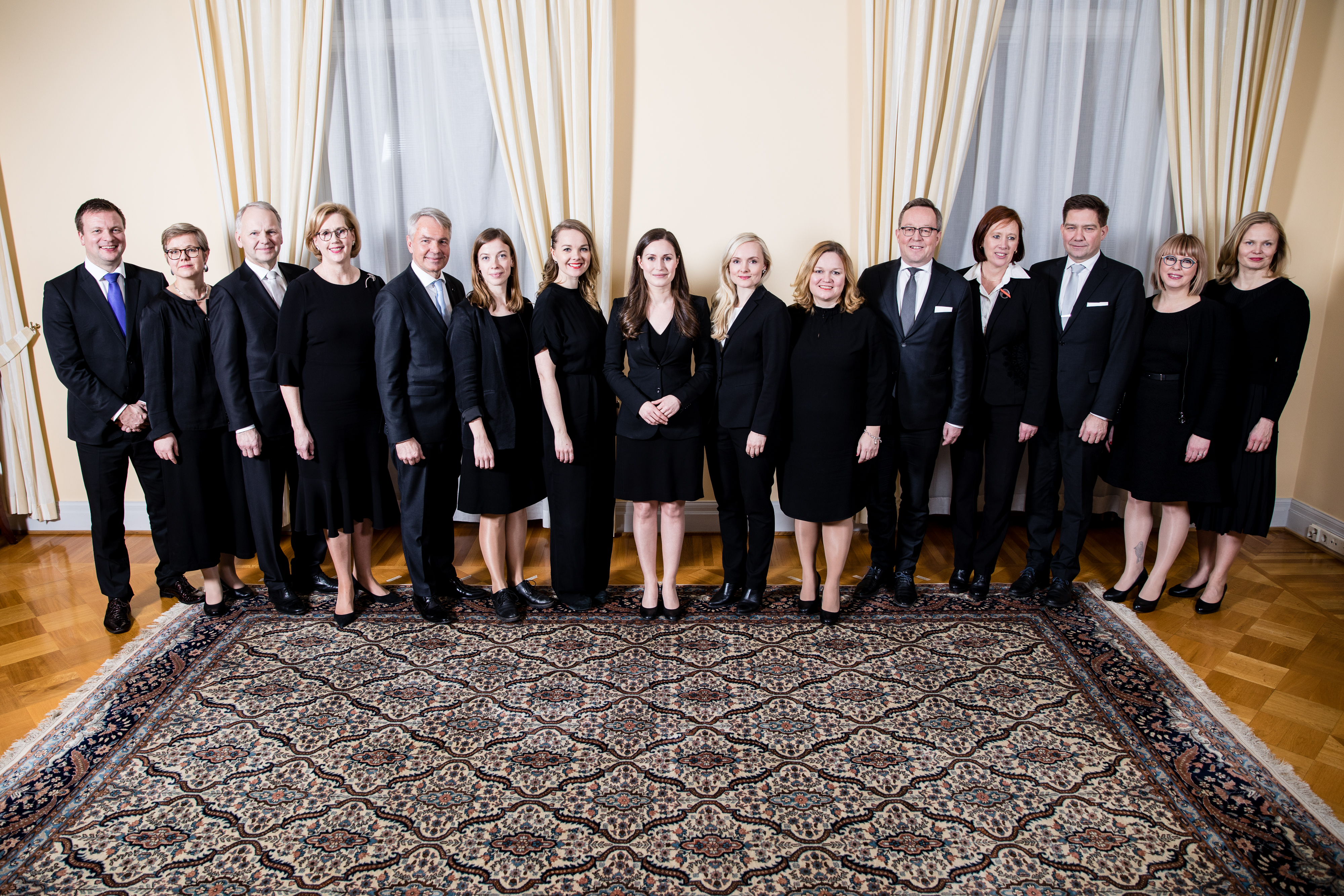
El finlandés gobierno de Sanna Marin (2019-2023) estuvo conformado por cinco formaciones diferentes: el Partido Socialdemócrata, el Partido del Centro, la Liga Verde, la Alianza de la Izquierda, y el Partido Popular Sueco. Esto es debido a la gran pluralidad del Parlamento de Finlandia, que obliga a establecer pactos para permitir la gobernabilidad

Un gobierno de coalición es aquel que se forma cuando un grupo parlamentario no tiene mayoría suficiente como para formar gobierno, por lo que se ve obligado a pactar con otro grupo, normalmente de ideología política afín, para formar un gobierno conjunto.
Los gobiernos de coalición son propios de los sistemas parlamentarios, predominantes en Europa en los que la formación del gobierno requiere de la confianza del parlamento. En los sistemas presidencialistas, mayoritarios en América, el jefe del gobierno es electo por votación popular y puede ejercer independientemente del partido que tenga mayoría en el parlamento.

## Formación de gobiernos de coalición
En el parlamentarismo, el partido con más representantes tiene la iniciativa para formar gobierno después de unas elecciones. Si cuenta con mayoría absoluta, su candidato será investido como jefe del gobierno y tendrá suficientes garantías para gobernar en solitario. En el caso de que no llegue a la mitad de los escaños de la cámara, el partido ganador tiene las siguientes opciones:
- Intentar formar un gobierno en minoría; para ello deberá negociar con otras fuerzas políticas para persuadirles a que voten a favor de su candidato en la investidura, y posteriormente legislar buscando apoyos parlamentarios puntuales en cada votación.
- Intentar formar un gobierno de coalición; negociar con otra(s) fuerza(s) la creación de un gabinete de gobierno que contenga miembros de todos los partidos del acuerdo.

La iniciativa de formar un gobierno de coalición suele proceder del partido ganador de las elecciones. El ejemplo más representativo de coalición gubernamental es la del Reino Unido. El Partido Conservador de David Cameron ganó las elecciones de 2010, aunque sin llegar a la mayoría absoluta. Cameron llegó a un acuerdo con el Partido Liberal-Demócrata de Nick Clegg, que, a cambio de incluir a varios de sus miembros en el Gobierno, le aportaría el apoyo parlamentario suficiente para una mayoría sólida.
En ocasiones, el partido ganador de las elecciones, si no tiene mayoría absoluta, puede verse superado por el resto de fuerzas políticas, si estas conforman un gobierno de coalición. Por ejemplo, en Japón, tras las elecciones generales de 1993, en las que el Partido Liberal Democrático (PLD) perdió la mayoría absoluta, un grupo de ocho partidos de izquierda, que no deseaban la continuidad del PLD en el gobierno, se aliaron para formar una coalición gubernamental.
Otro ejemplo lo encontramos en las elecciones en Galicia (España) en 2005. El Partido Popular, de derecha, se quedó a un escaño de la mayoría absoluta, con 37 de los 75 escaños del Parlamento. Los otros dos partidos que obtuvieron representación, el Partido Socialista (25) y el Bloque Nacionalista Galego (13) formaron una coalición de izquierdas llamada Bipartito gallego.

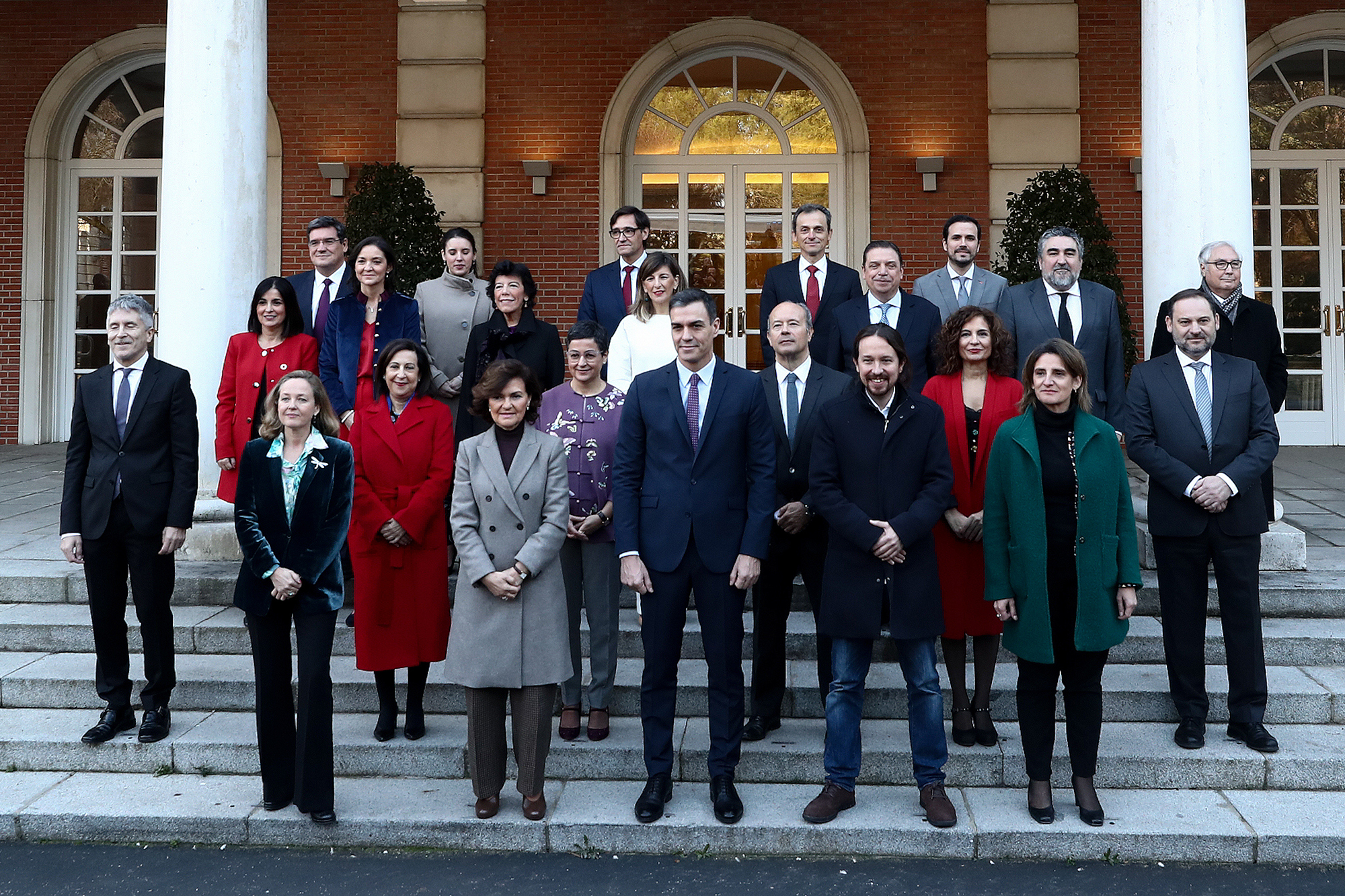
Foto de familia del Segundo Gobierno Sánchez (España). Está conformado por miembros del Partido Socialista Obrero Español y de la coalición electoral Unidas Podemos

Desde 2015, se conforman en España gobiernos de coalición en los tres niveles de la administración: local, autonómico y estatal. A nivel del gobierno de España, esto tuvo lugar desde las elecciones generales de noviembre de 2019, en que se conformó el primer gobierno de coalición de la democracia española desde agosto de 1938: el Segundo Gobierno Sánchez.

## Variante: el cordón sanitario
En el caso de que grupos de distinta ideología formen un gobierno de coalición para impedir que un tercer partido acceda al poder, se dice que las formaciones coaligadas están haciendo un cordón sanitario contra el mencionado partido.
Por ejemplo, en la ciudad de Ronda, en España, partidos de ideología tan dispar como el Partido Popular, el Partido Socialista e Izquierda Unida pactaron para impedir el acceso a la alcaldía al Grupo Independiente Liberal, un partido de derecha populista que, pese a estar implicado en graves casos de corrupción, fue la fuerza más votada.
En el año 2009 el Partido Popular y el Partido Socialista, partidos rivales en España, firmaron un pacto para desalojar al Partido Nacionalista Vasco del Gobierno del País Vasco. En esta ocasión el candidato socialista, Patxi López, fue investido con el apoyo del PP, pero los conservadores prefirieron no formar parte del gobierno.

## Historia

### En la Guerra Fría
En el contexto de la Guerra Fría, el secretario de estado de los Estados Unidos, George Marshall, en 1947, expuso la reconstrucción europea, mediante un plan, que constituiría la mejor arma contra el avance del comunismo y, para ello presentó un programa de asistencia a Europa: el Plan Marshall. El Plan ofrecía una ayuda en forma de créditos y donaciones, que debían repartirse entre los países aceptantes. Como condición previa, se exigía la expulsión de los ministros comunistas de los gobiernos de coalición. 